# Ranulf Flambard
Ranulf Flambard ( c. 1060 - 5 de septiembre de 1128) fue un obispo normando de Durham durante la Edad Media y un influyente ministro del gobierno de Guillermo Rufus de Inglaterra. Ranulfo era hijo de un sacerdote de Bayeux, Normandía. Su apodo Flambard le fue dado por Robert Despenser, que significa incendiario o portador de la antorcha, y pudo haberse referido a su fuerte personalidad. Comenzó su carrera bajo el rey Guillermo I de Inglaterra, probablemente trabajando en la compilación del Domesday Book, además de ocupar el cargo de Guardián del Sello. A la muerte de Guillermo I, Ranulf se incorporó al servicio de su hijo Guillermo II.
Bajo Rufus, mantuvo su cargo de Guardián del Sello y se involucró también en las finanzas del reino, donde rápidamente se hizo un nombre por sus innovadores métodos de recaudación. Recibió la custodia de varios cargos eclesiásticos vacantes, llegando a administrar dieciséis sedes u abadías al mismo tiempo. La gran cantidad de tareas desempeñadas ha hecho que se considere el primer Justiciar de Inglaterra. Durante el reinado de Rufus, Ranulf supervisó la construcción del primer puente de piedra en Londres y la construcción del salón del rey en Westminster. En 1099 fue recompensado con el obispado de Durham.
A la muerte de Rufus en el año 1100, Ranulf, fue encarcelado en la Torre de Londres por Enrique I de Inglaterra. Ranulf fue un conveniente chivo expiatorio por las extorsiones financieras que se realizaron durante el reinado de Guillermo II. Se convirtió en el primer preso en escapar de la Torre y se exilió en Normandía, con Robert Curthose, el Duque de Normandía y hermano mayor de Enrique I y Guillermo Rufus. Ranulf pasó a asesorar a Roberto y le apoyó en su fallida invasión de Inglaterra. Ambos hermanos se reconciliaron, pero, a pesar de que Ranulf volvió a ocupar su sede, pasó los siguientes años en Normandía, regresando a Inglaterra sólo después de la victoria de Enrique en Tinchebray. Ranulf se retiró posteriormente de la vida política, con ocasionales apariciones en público. Se mantuvo activo en los asuntos eclesiásticos, asistiendo a los Concilios y actuando en defensa de los derechos de su sede.

## Primeros años

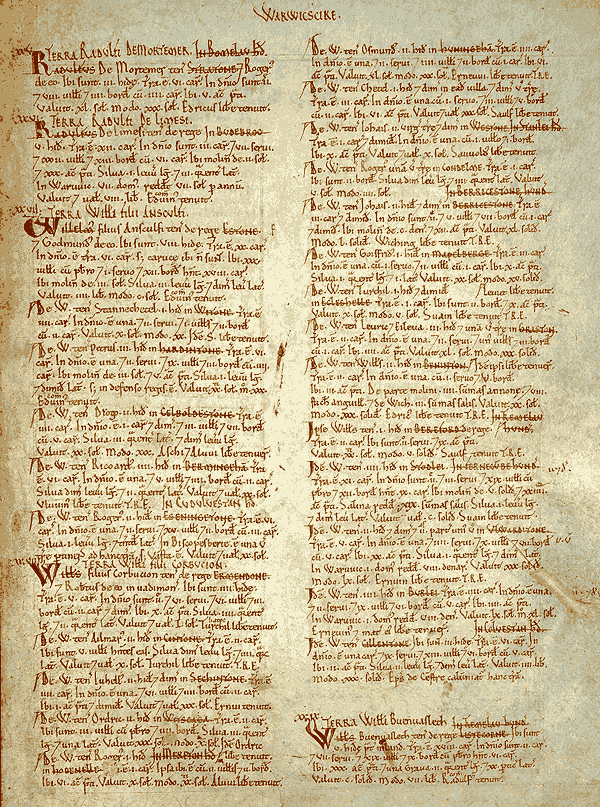
Página de Libro de Domesday, en el que Ranulf trabajó

Ranulf era Normando y era hijo de Thurstin, un sacerdote de la parroquia en la diócesis de Bayeux. Nació probablemente alrededor de 1060, ya que rondaba los 70 años a su muerte, en 1128. Originalmente trabajó para Odo de Bayeux, pero pronto entró en la cancillería del Rey Guillermo I, medio hermano de Odo. Destacó entre el resto de los secretarios por su inteligencia y su buena presenncia. Su apodo, Flambard, puede significar abanderado, incendiario o abrasador; y pudo haberlo recibido por su personalidad. Orderico Vital, un cronista medieval, informa que Robert fitzThurstin fue el que otorgó a Ranulf su apodo, resentido por el hecho de que Ranulf, a pesar de sus orígenes humildes, daba órdenes a toda la nobleza. El arzobispo Anselmo de Canterbury dijo al papa que el apodo de Ranulf se debía a su crueldad, que  Anselmo comparaba con una llama devoradora. Orderico afirma que Ranulfo fue "educado desde la infancia con ácaros entre los aduladores de la corte".
Ranulf adquirió reputación de hábil financiero y administrador, y ayudó a aumentar la recaudación real. Parece haber jugado un papel importante en la realización del Domesday, quizá como cabeza del proyecto. En el Libro de Domesday se indica su profesión de funcionario e informa de sus posesiones en varios condados. Antes de la muerte del viejo rey se convirtió en capellán de Maurice, el Obispo de Londres, a quien antes había servido en la cancillería. Algunas fuentes lo llaman "casi iletrado", pero esto probablemente significaba que no había recibido educación formal en artes liberales. Su trabajo en la cancillería y como administrador habría requerido conocimientos de latín. Sirvió como el Guardián del Sello Real desde 1085. Durante un viaje por el estuario del Támesis, fue capturado por piratas. Evitó la captura del sello tirándolo por la borda. Aunque sirvió a Guillermo el Conquistador, no aparece en ningún documento firmado por el monarca, lo que implica que no ocupaba posiciones relevantes. A la muerte de Guillermo, su herencia fue repartida entre su primogénito, Robert Curthose, que recibió Normandía, y su tercer hijo, William Rufus, al que correspondió Inglaterra. Ranulf decidió quedarse en Inglaterra junto a Rufus.

## Trabajo bajo Rufus

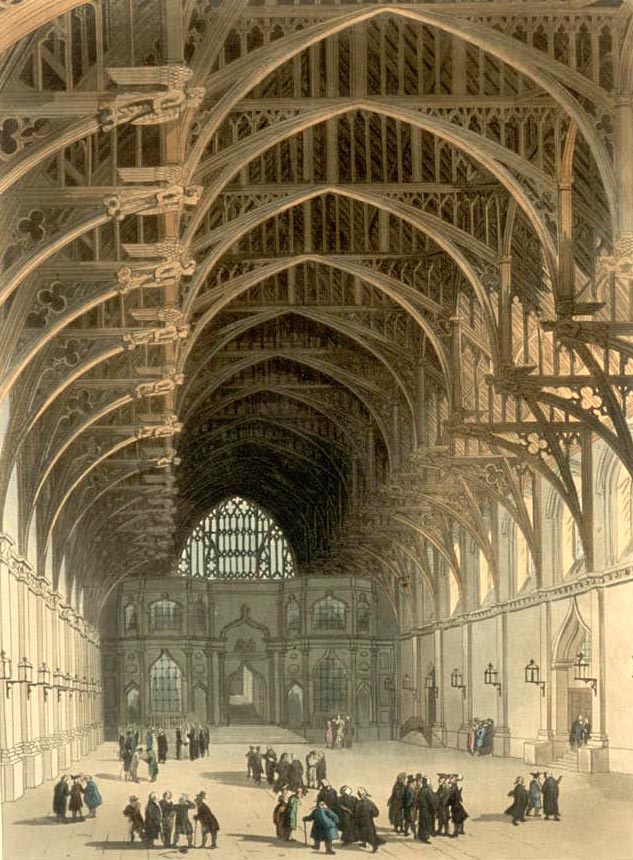
Dibujo del interior de Westminster hall, que data de aproximadamente de 1808

Antes de la muerte del Conquistador, Ranulf disfrutó de una prebenda en la diócesis de Salisbury. A comienzos del reinado de Rufus ocupó los cargos de decano de Christchurch en Twynham, Hampshire y fue tuvo prebendas en Londres y Lincoln. Aún era Guardián del Sello Real y pudo haber estado a cargo del scriptorium real. Se le suele mencionar como capellán de Rufus, pero también es llamado tesorero y a veces capitalis justicaiarius. Otras veces, su papel es el título de procurador. Guillermo de Malmesbury lo llama "administrador de todo el reino".
En Christchurch, Ranulf redujo el número de canónigos de 25 a 13, no sustituyendo a los clérigos que fallecían. Mantuvo los ingresos que habrían ido destinados a los canónigos fallecidos para reconstruir la iglesia. Algunas fuentes medievales afirman que en la reconstrucción de la iglesia en Twynham, no sólo demolió la iglesia principal, sino otras nueve que estaban en los alrededores.
Como administrador financiero principal, Ranulf fue objeto de las más duras críticas de los cronistas por extorsión y los esfuerzos para incrementar la recaudación real. Además de los intentos para aumentar la eficiencia en la tributación, Ranulf diseñó métodos nuevos para recaudar dinero. Una de sus medidas se puso en práctica en 1094, cuando el fyrd, o milicia inglesa, se reunió para ir a luchar a Normandía contra el hermano del rey, Robert Curthose. Cuando todos los hombres se había reunido, en lugar de enviarlos a Normandía, Ranulf los despidió, después de recaudar los 10 chelines que cada hombre había recibido de su distrito para su manutención. Ranulf luego utilizó el dinero para pagar mercenarios. Ranulf utilizó también activamente las demandas judiciales, como la que presentó contra Anselmo de Canterbury en el día de su consagración como Arzobispo de Canterbury. Otra innovación fue el intento de cobrar una tasa, similar a la que pagaban los vasallos a la muerte de su señor, a los subarrendatarios de las tierras de la iglesia cuando el cargo del que dependían cambiaba de manos. Esto se intentó hacer a la muerte de Wulfstan, Obispo de Worcester, en 1095, cuando el rey envió órdenes a los arrendatarios libres del obispo, indicando la cantidad a pagar al rey por este concepto. No obstante, esto no se volvió a repetir.
Ranulf administró para el rey una gran cantidad de los cargos eclesiásticos vacantes. Personalmente, se encargó de dieciséis abadías u obispados. Finalmente, fue nombrado para la rica sede de Durham, en mayo de 1099, siendo consagrado el 5 de junio de 1099. Había sido el custodio de la sede desde la muerte del anterior obispo a principios de año 1096. En su consagración, consiguió evitar profesar obediencia a Thomas el Arzobispo de York, al igual que su predecesor. Guillermo de Malmesbury, un cronista medieval, acusó a Ranulf de pagar 1.000 libras por el obispado. Recibió jurisdicción eclesiástica sobre Carlisle y Cumbria, ya que sus predecesores habían disfrutado de ese derecho como obispos de Lindisfarne, pero sólo ejerció esta jurisdicción brevemente ya que, tras la coronación de Enrique I, la jurisdicción sobre estas sedes fue transferida a la diócesis de York.
Se ha sugerido que Ranulf puede haber sido el primer Justiciar de Inglaterra (o el Justiciar principal), a pesar de que nunca tuvo el título y no está claro si su poder fue tan extenso como el de Roger de Salisbury, durante el siguiente reinado. Gobernó Inglaterra, mientras Rufus luchaba en Normandía, no sólo recaudando impuestos, sino emitiendo writs y juzgando casos en la corte. Guillermo de Malmesbury describiendo las acciones financieras de Ranulf, nos dice que "esquilmó a los ricos, aplastó a los pobres, y se llevó a su red las herencias del resto." Otro cronista medieval, Orderico Vitalis, dijo que Ranulf preveía revisar el censo de Inglaterra, casi seguro el Libro de Domesday, y que planeaba usar esa revisión para confiscar todas las propiedades por encima de un cierto nivel. Si esto se planificó realmente, nunca fue realizado.
Ranulf trabajó frecuentemente con Hamon FitzHamon de Crevecoeur, senescal, y Urse d'Abetot en la ejecución de setencias reales. En una ocasión, junto con Robert Bloet el Obispo de Lincoln, revaluó las propiedades de la Abadía de Thorney por cuestiones fiscales. En otra ocasión, se les ordenó, junto con Ralph de Luffa Obispo de Chichester supervisar la entrega a la abadía de Fécamp de una iglesia en Steyning. Otros colaboradores habituales de Ranulf fueron Robert FitzHaimo, Roger Bigod, y Eudo Dapifer. La historia ha considerado en ocasiones a estos personajes como los primeros Barones del Exchequer. También hay señales durante Ranulf de la administración de jueces residente en los condados que celebraban juicios para el rey. Se utilizaban también jueces Itinerante para oír asuntos reservados a la corona.
Durante su época como administrador para Rufus, Ranulf supervisó los proyectos de construcción. Bajo su gestión, se construyó el primer puente de piedra en Londres. Ranulf también construyó un muro alrededor de la Torre Blanca en Londres, rodeando la ronda interior. Se levantó también un nuevo salón en Westminster, del que aún sobreviven los muros exteriores en Westminster Hall. Comenzó la edificación de la iglesia de Christchurch en Twynham, que le había sido otorgada por Rufus. Tras la muerte de Rufus, la iglesia fue confiscada a Ranulf, y se suspendieron los trabajos de construcción. Las criptas y crucero de la iglesia actual, sin embargo, datan de la época de Ranulf.

## Bajo Enrique I

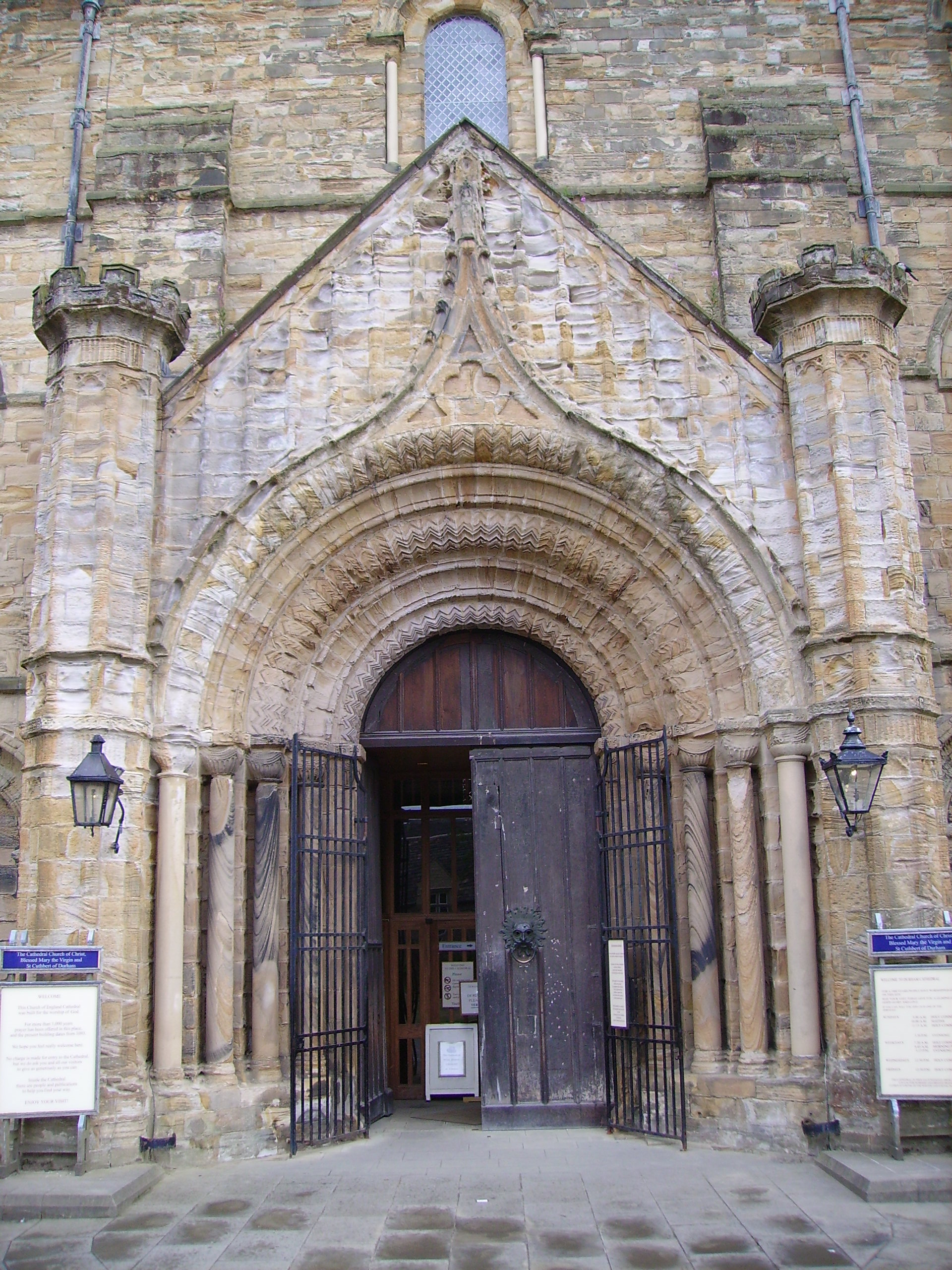
La entrada a la Catedral de Durham

Cuando subió al trono, Enrique I, encarceló a Ranulf en la Torre de Londres el 15 de agosto de 1100, bajo la acusación de malversación de fondos. Su custodio, William de Mandeville, permitió huir al obispo el 3 de febrero de 1101. Flambard no fue sólo fue el primer preso de la Torre, sino el primero en escapar de ella. Una leyenda popular representa al obispo descolgándose desde la ventana de su celda con una cuerda que sus amigos había introducido en la Torre en un frasco de vino. Ranulf dio el vino a sus guardias, y después de que estuveran borrachos y dormidos, bajó por la cuerda para escapar. Sus amigos habían preparado un barco para trasladar a Ranulf, parte de sus tesoros y a su anciana  madre a Normandía. Se refugió junto al hermano de Enrique, Roberto, al otro lado del Canal de la Mancha, donde se convirtió en uno de los principales consejeros del duque. El rey Enrique desposeyó a Ranulf de sus tierras en Pentecostés en el año 1101, y el nuevo Arzobispo de York Gerard lo depuso de su obispado. El Arzobispo de Canterbury, san Anselmo preparó un juicio a Ranulf en la corte papal por simonía, y un decreto papal fue emitido contra Ranulf.
Como consejero de Roberto, Ranulf presionó al duque para que disputara a Enrique la corona de Inglaterra. El historiador David Crouch dice que Ranulf "tuvo que proporcionar la visión estratégica y la energía de la que el Duque Robert carecía", y otros historiadores han convenido en que la llegada de Ranulf desencadenó la invasión de Curthose. Ranulf fue el encargado de organizar el transporte para la invasión de Inglaterra, y también se aseguró la defección de parte de la armada de Enrique, permitiendo así el desembarco seguro de los invasores. Robert invadió Inglaterra en julio de 1101 junto con Ranulf, pero Robert accedió a renunciar al trono inglés en el Tratado de Alton el 2 de agosto de 1101. Aunque ningún cronista menciona la presencia de Ranulf en Alton, probablemente estuvo allí. Ranulf fue indultado y recuperó su obispado, pero decidió quedarse con Robert  cinco años más. Algunos historiadores, incluyendo a C. W. Hollister, consideran que el tratado fue principalmente obra de Ranulf, en un intento de salvar su carrera eclesiástica en Inglaterra.
Robert recompensó a Ranulf por su trabajo durante la invasión encomendándole la administración de la sede de Lisieux. Después de la derrota de Robert ante Enrique en Tinchebray, en 1106, el obispo fue uno de los primeros en hacer las paces con Enrique y regresó a Durham. Se retiró de la vida política. Enrique ya le había reemplazado por Roger de Salisbury, otro hábil financiero, pero mucho más popular que él. Aunque algunos historiadores han teorizado que, durante el tiempo que pasó en Normandía, Ranulf trabajó como agente de Enrique, parece más probable que Ranulf se dedicara a defender sus propios intereses y los de su familia.
En el año 1108, Ranulf se vio envuelto en una disputa entre el Arzobispo Anselmo y el recién nombrado Arzobispo de York, Thomas sobre si Thomas debía o no profesar obediencia a Anselmo. Como Anselmo se negaba a consagrar Thomas sin una profesión, y Thomas se negaba a profesar, Thomas no podía consagrar obispos. Ranulf escribió a Anselmo, pidiendo actuar como obispo sustituto para consagrar a Thurgot como Obispo de San Andrés. En septiembre de 1108, Anselmo escribió a Ranulf prohibiendo que nadie, excepto Thomas o él mismo, consagraran a Thurgot o cualquier otro obispo. Más tarde, Ranulf trató de sobornar a Enrique I para que apoyara a Thomas. Thurgot había sido prior del capítulo de la catedral de Durham, pero había tenido disputas con Ranulf, que había preparado su nombramiento como obispo de San Andrés como solución a la disputa.
Fue Ranulf quien ordenó a Thurstan, el arzobispo electo de York, como sacerdote en 1115, aunque Thurstan tuvo que esperar para ser consagrado como obispo otros cuatro años. Ranulf asistió al Concilio de Reims en 1119 celebrado por el Papa Callixto II. En 1125 Juan de Crema, el legado papal en Inglaterra, visitó Durham para investigar las acusaciones contra el obispo. Los cronistas Medievales contaron que el legado se prendó de la sobrina de Ranulf y que, después de dormir con la muchacha, no hizo nada contra Ranulf. Es poco probable que la historia sea cierta.

## Muerte y legado

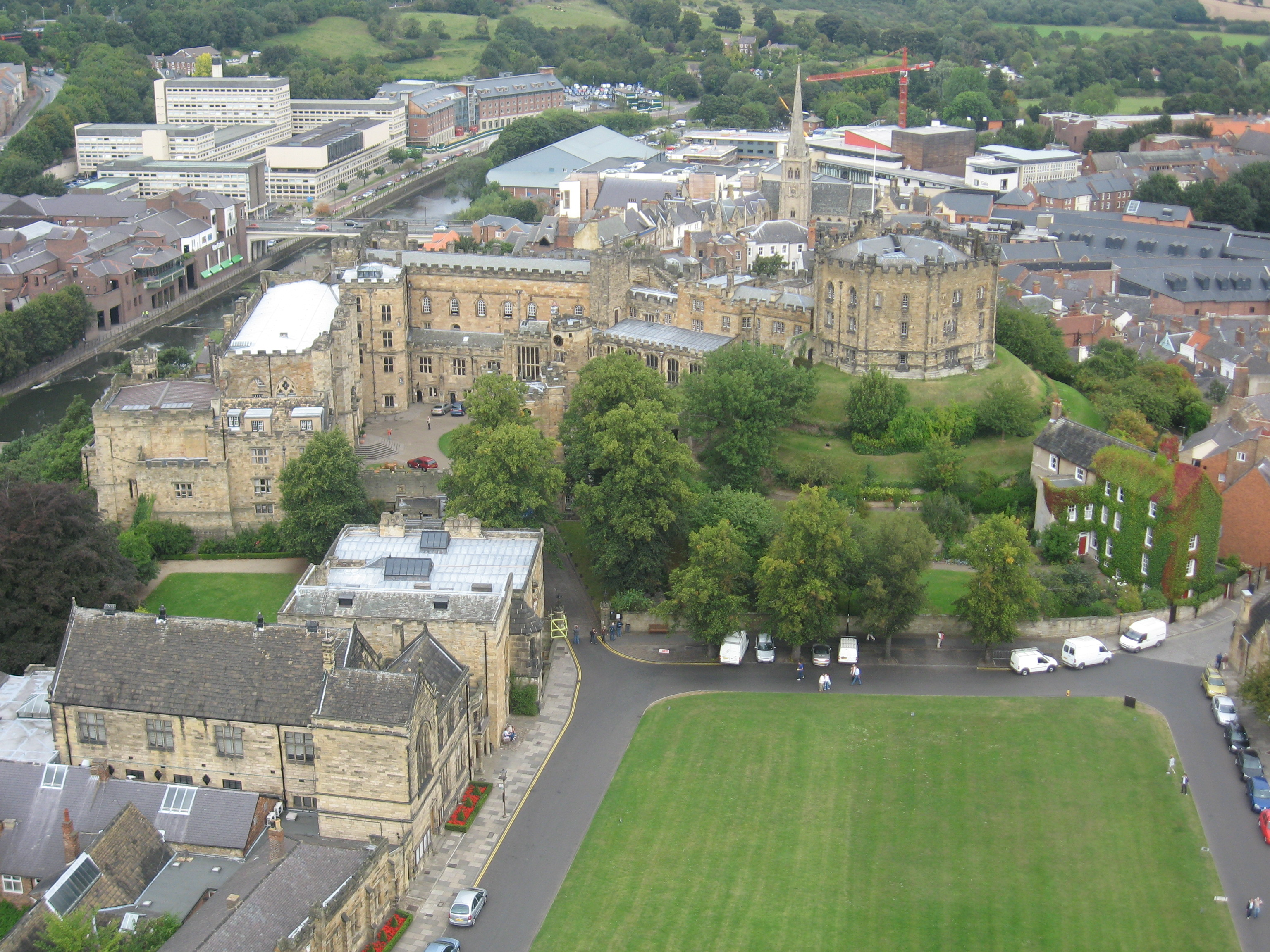
Vista moderna de la Catedral de Durham mirando hacia el Castillo de Durham a través Palacio Verde.

Ranulf trabajó para terminar la catedral, cuya construcción había sido iniciada por su predecesor, Guillermo de St-Calais; fortificó de Durham, con una muralla alrededor del Castillo de Durham, construyó Norham Castle para ayudar a defender el Río Tweed; y dotó la Iglesia colegiata de Christchurch, en Hampshire. Construyó o ampliós otras iglesias, incluyendo la de Christchurch en Hampshire, y la de San Martín en Dover. El primer puente de piedra en Durham fue completado por orden suya en 1120, el llamado Framwellgate Bridge, un puente descrito como "de maravilloso trabajo." Limpió y preparó Palace Green en Durham, entre el castillo y la catedral. Mientras que los cronistas condenaron principalmente a Ranulf por su moral, el cabildo de su catedral lo tenía en alta estima por su labor constructiva y la defensa de los derechos de Durham. A pesar de que usurpó parte de los ingresos del cabildo de la catedral, el dinero de esos derechos se utilizó para completar la reconstrucción de la catedral, y más tarde restauró los ingresos de los monjes e incrementó la dotación. A su muerte, las paredes de la catedral se completa hasta "la cubierta", lo que probablemente significa la bóveda en lugar del techo.
Ranulf atrajo a estudiosos, y reformó la administración de la diócesis, creando arcedianos. Supervisó el traslado de las reliquias de San Cuthberto a un sepulcro nuevo, en una fastuosa ceremonia. Fue también mecenas de San Godric, del que fue amigo.
Uno de los hermanos de Ranulf Fulcher, que fue Obispo de Lisieux en el año 1101. Otro hermano fue Osbern, que era clérigo real durante el reinado de Guillermo Rufus, y el último hermano fue Geoffrey. Fulcher pudo haber sido nombrado obispo para permitir a Ranulf explotar la sede, durante el exilio de Ranulf en Normandía. Ranulf tuvo un hijo, Thomas, que también ocupó la sede de Lisieux, inmediatamente después de su tío. Al igual que su tío, pudo haber ocupado la sede para permitir a su padre recibir los ingresos de Lisieux. La amante de Ranulf era una mujer Inglesa llamada Alveva o Ælfgifu, que era la madre de, al menos, dos de sus hijos. Los hijos de Alveva fueron Ranulf, que fue arcediano, y Elías. Cuando Ranulf se convirtió en obispo, la casó con un burgomaestre de Huntingdon, pero mantuvo buenas relaciones, tanto con ella como con su esposo, a menudo alojándose con ellos cuando no estaba en Durham. Alveva fue tía de Cristina de Markyate, y se dice que Christina rechazó los intentos del obispo porseducirla en 1114. El hijo de Alveva y Ranulf, Elías, recibió una prebenda en Londres y fue clérigo real bajo Enrique I. Su hijo Ralf fue personero de Middleham y también recibió una prebenda en Londres. Trabajo en el equipo de Teobaldo de Bec, arzobispo de Canterbury, después de 1138. Algunos de los hijos de Ranulf fueron educados en Laon junto a Guillermo de Corbeil, uno de los empleados de Ranulf. Uno de los sobrinos de Ranulf, Ralf, fue arcediano de Northumberland y durante el reinado de Esteban I ayudó a mantener la diócesis de Durham leal a Esteban. Otros sobrinos fueron Osbert, alguacil de Durham, y Robert, Richard, y William que administraron feudos. Sin parentesco con Ranulf, Guillermo de Corbeil se convirtió en uno de los principales colaboradores de Ranulf y fue finalmente elegido Arzobispo de Canterbury en el año 1123.
Ranulf murió el 5 de septiembre de 1128. Fue enterrado en su capítulo casa en Durham, donde su tumba se abrió en 1874. Su esqueleto aún estaba ahí, y el examen de la misma revela que medía en torno a 1,75 de altura. Le gustaba la ropa y siempre vestía ricamente. Siendo muy eficiente como recaudador, fue generoso con sus propios hombres, y entregó dinero a los pobres. Su báculo y el anillo fueron encontrados en su tumba, siendo bastante sencillos. Una rareza de su tumba fue que él fue enterrado sobre una capa de carbón colocada sobre capas alternas de barro y polvo.
La reputación de Ranulf ha sufrido a causa de la hostilidad de los cronistas monásticos tanto haciá el como hacia Guillermo II. Muchos cronistas le denunciaron por su crueldad y su laxa moral. Orderico describe la carrera de Ranulf "adicto a las fiestas y carousals y lujos, cruel y ambicioso, pródigo para sus propios seguidores, pero rapaz en la incautación de bienes de otros hombres". Además de los cronistas, el Arzobispo Anselmo de Canterbury escribió al Papa Pascual II, mientras Ranulf estaba en el exilio, describiendo a Ranulf como "un recaudador de rentas de la peor reputación." Guillermo de Malmesbury, dijo que Flambard fue un "saqueador de los ricos, destructor de los pobres". Historiadores victorianos, como E. A. Freeman, vilipendiaron a Ranulf, y Freeman sostuvo que Ranulf era un "genio maligno". Los historiadores modernos han adoptado una visión más moderada, comenzando con Richard Southern en 1933. El historiador David Bates consideraba que Ranulf, junto con su sucesor Roger de Salisbury, "fueron esencialmente los principales administradores de las finanzas y la justirica del rey".